# Ha Dae-sung
Ha Dae-sung (ur. 2 marca 1985 w Inczonie) – południowokoreański piłkarz występujący na pozycji pomocnika w chińskim klubie Beijing Guo’an oraz w reprezentacji Korei Południowej. Znalazł się w kadrze na Mistrzostwa Świata 2014.